# Saw II - La soluzione dell'enigma
Saw II - La soluzione dell'enigma (Saw II) è un film del 2005, diretto da Darren Lynn Bousman, sequel di Saw - L'enigmista.

## Trama
Michael Marks, un informatore della polizia, si trova in una stanza buia con una maschera di ferro, foderata all'interno con grossi aculei, stretta intorno al collo. Il congegno viene attivato da un timer, e allo scadere del tempo la maschera si chiuderà come una pianta carnivora schiacciandogli la testa, uccidendolo sul colpo. Per fermare la trappola Michael deve rimuoversi l'occhio destro con un bisturi e prendere la chiave posta dietro l'orbita, ma non ci riesce e la trappola lo uccide.
Dopo aver discusso con il figlio adolescente Daniel, il detective Eric Matthews inizia le indagini sulla morte di Michael. Con una squadra SWAT, raggiunge gli stabilimenti abbandonati della Wilson Steel, all'interno dei quali è posizionata una trappola che uccide due agenti. Al piano superiore trovano Jigsaw, il quale è notevolmente indebolito a causa del cancro che lo sta uccidendo. L'Enigmista indica ai poliziotti una serie di monitor sui quali si vedono otto persone, rinchiuse in una misteriosa casa: Daniel Matthews, il manager Gus Colyard, il piromane Obi Tate, il criminale afro-americano Jonas Singer, la donna insicura Laura Hunter, la prostituta ninfomane Addison Corday, lo spacciatore senza scrupoli Xavier Chavez e Amanda Young, una dei pochi sopravvissuti a un gioco dell'Enigmista. Gli otto respirano un gas nervino che li ucciderà a meno che non recuperino delle siringhe di atropina, sopravvivendo ad alcune trappole.
Un timer indica che i poliziotti avranno due ore di tempo per salvare le persone. Eric accetta con riluttanza di ascoltare John, ma inizia rapidamente a rispondere in modo arrogante quando John gli rimprovera il fatto di aver trascurato il figlio, parlando poi della sua storia, affermando di essersi salvato da un tentativo di suicidio, capendo il vero valore della vita. Eric continua a rispondergli in modo aggressivo, affermando che voglia solo usare il cancro per giustificare le sue azioni. Intanto, nella casa, muoiono due delle persone rapite: Gus Colyard, ucciso da un colpo di pistola poiché non voleva seguire le istruzioni di John, e Obi Tate, il quale si scopre essere un complice dell'Enigmista, che muore bruciato in un forno nel tentativo di recuperare due siringhe di antidoto. Il successivo a essere testato è Xavier, il quale deve buttarsi dentro una fossa piena di siringhe per trovare la chiave necessaria per raccogliere uno degli antidoti, ma l'uomo spinge Amanda nella fossa per non affrontare la sua prova direttamente; Amanda trova la chiave, ma Xavier non riesce ad aprire la porta dell'antidoto allo scadere del tempo. Xavier si rende poi conto che i numeri posti dietro la loro nuca fanno parte di una combinazione per la cassaforte che contiene gli antidoti, e uccide Jonas con una mazza chiodata per leggere il suo numero. Laura invece muore soccombendo agli effetti del gas nervino, non prima di aver indicato al gruppo un quadro dietro cui è riposta una foto ritraente Daniel ed Eric insieme; Addison capisce di non potersi fidare di nessuno e, rimasta sola,  trova una siringa posta dentro una trappola che le lacera i polsi; Xavier la sente urlare, ma invece di aiutarla legge semplicemente il numero dietro la sua nuca, lasciandola morire. Amanda e Daniel trovano un passaggio segreto che porta al bagno dove si è svolto il gioco di Lawrence Gordon e Xavier li insegue, tagliandosi il pezzo di pelle dietro al collo per vedere il proprio numero per dimostrare ad Amanda che non ha bisogno di lei per trovare la combinazione e che può, quindi, ucciderla senza rimetterci la propria vita; mentre tenta di ucciderla, però, viene colto di sorpresa da Daniel, che gli taglia la gola col seghetto utilizzato da Lawrence Gordon per amputarsi il piede. Il team della polizia riesce a rilevare la sorgente del segnale, ma questa  non coincide con quella dove si sono svolti i giochi. Allo scadere del tempo trovano Daniel, ancora vivo e con una scorta di ossigeno, in una cassaforte, nello stesso luogo in cui hanno trovato John. Si scopre così che tutto ciò che è stato visto nella casa era solo una registrazione. Tuttavia, Eric ha ormai forzato John a portarlo in quella casa, dove Amanda, che si scopre essere un'apprendista di John, lo lega per la caviglia destra al bagno per punirlo per aver incastrato dei criminali in crimini in cui non erano coinvolti, mentre John sorride agonizzante dall'auto sentendo le urla disperate di Eric.

## Produzione
Girato in 25 giorni,
Saw II è stato messo in cantiere dopo le pressioni via e-mail di centinaia di appassionati del primo film.
La sceneggiatura di questo secondo capitolo è basata su una storia originale di Lynn Bousman che inizialmente doveva essere un film completamente slegato alla serie dal titolo "The Desperade", ma vari studi cinematografici rifiutarono il progetto perché ritenuto troppo violento e la trama troppo simile a Saw. James Wan e Leigh Whannell proposero a Lynn Bousman di trasformare "The Desperade" in "Saw II - La soluzione dell'enigma", Darren accettò e insieme adattarono la sceneggiatura alla serie di Saw col conseguente ingaggio dello stesso Lynn Bousman alla regia del film.

## Accoglienza

### Incassi
La pellicola ha incassato circa 85 milioni di dollari in Nord America e circa 65 nel resto nel mondo (di cui oltre 5 in Italia), per un totale di circa 145 milioni in tutto il mondo.

### Critica
Considerato da parte della critica cinematografica come uno dei tanti sequel. Come il capitolo precedente, è stato accolto da recensioni miste, elogiando la recitazione degli attori, come Bell e Wahlberg. Sul sito Rotten Tomatoes detiene un 36% di gradimento basato su 117 recensioni professionali, con un voto medio di 4.6/10, mentre su Metacritic ha un punteggio di 40 su 100 basato sul parere di 28 critici.

## Divieti
Nel film sono presenti scene di violenza e lotte per la sopravvivenza più tese e aspre del precedente, tanto che il film in Italia è stato vietato ai minori di 14 anni.

## Sequel
Un sequel, dal titolo Saw III - L'enigma senza fine, è uscito nelle sale il 27 ottobre 2006.

## Riconoscimenti
- MTV Movie & TV Awards
  - Candidatura per l'MTV Movie Award al miglior cattivo a Tobin Bell[8]